# Ivan Grgat
Ivan Grgat (Signo, 22 settembre 1974) è un ex cestista croato.

## Carriera
Con la Croazia ha disputato i Campionati europei del 1997.

## Palmarès
- Coppa di Croazia: 2

Cibona Zagabria: 1995, 1999
- FIBA Europe Champions Cup: 1

Aris Salonicco: 2002-03